# Giorgio Braglia
Giorgio Braglia (Bomporto, provincia de Módena, Italia, 19 de febrero de 1947) es un exfutbolista italiano. Se desempeñaba como delantero / extremo.

## Trayectoria
Se formó en las categorías inferiores del Modena y debutó en el primer equipo en 1967, en la Serie B. El principio de su carrera se caracterizó por buenas prestaciones con equipos militando en la Serie B (Modena, Brescia y Foggia), alternadas con temporadas en el banquillo con clubes de la Serie A (Roma y Fiorentina). Con el club viola de Florencia perdió la final de Copa Mitropa en 1972 contra el Čelik Zenica.
En el verano de 1973 fichó por el Napoli entrenado por Luís Vinício, donde desarrolló el período más brillante de su carrera. Con los azzurri napolitanos disputó 80 partidos de liga, marcando 24 goles y contribuyendo a ganar la Copa Italia 1975-76.
Tras su experiencia napolitana fue transferido al Milan. En la liga jugó sólo tres partidos, pero fue decisivo para la victoria de la Copa Italia 1976-77, de la que se consagró máximo goleador con 6 tantos junto a su compañero de equipo Calloni. En 1977 fue comprado por el Foggia, con una temporada negativa para él (8 presencias y ningún gol) y para el club apuliano, que descendió a la Serie B. Concluyó su carrera en el Siracusa de la tercera división italiana.

## Clubes
| Club           | País   | Año         |
| -------------- | ------ | ----------- |
| Modena FC      | Italia | 1967 - 1969 |
| AS Roma        | Italia | 1969 - 1970 |
| Brescia Calcio | Italia | 1970 - 1971 |
| AC Fiorentina  | Italia | 1971 - 1972 |
| US Foggia      | Italia | 1972 - 1973 |
| SSC Napoli     | Italia | 1973 - 1976 |
| AC Milan       | Italia | 1976 - 1977 |
| US Foggia      | Italia | 1977 - 1978 |
| US Siracusa    | Italia | 1979 - 1980 |

## Palmarés

### Campeonatos nacionales
| Título         | Club       | País   | Año         |
| -------------- | ---------- | ------ | ----------- |
| Copa de Italia | SSC Napoli | Italia | 1975 - 1976 |
| Copa de Italia | AC Milan   | Italia | 1976 - 1977 |

### Distinciones individuales
| Distinción                           | Año         |
| ------------------------------------ | ----------- |
| Máximo goleador de la Copa de Italia | 1976 - 1977 |